# Satz von Myers-Steenrod
Der Satz von Myers-Steenrod ist ein Lehrsatz aus dem mathematischen Gebiet der Differentialgeometrie.
Er besagt, dass die Isometriegruppe jeder vollständigen Riemannschen Mannigfaltigkeit eine Lie-Gruppe ist. Ihre Dimension ist höchstens {\displaystyle {\frac {1}{2}}\dim(M)(\dim(M)+1)}.
Der Satz stammt von Norman Steenrod und Sumner Byron Myers.

## Beispiele
Die Isometriegruppe der Einheitssphäre {\displaystyle S^{n}} ist die orthogonale Gruppe {\displaystyle O(n+1)}.
Die Isometriegruppe der hyperbolischen Ebene ist die projektive lineare Gruppe {\displaystyle PGL(2,\mathbb {R} )}. Die Isometriegruppe des 3-dimensionalen hyperbolischen Raumes ist {\displaystyle PGL(2,\mathbb {C} )}.

## Beweisidee
In einer zusammenhängenden Riemannschen Mannigfaltigkeit {\displaystyle M} wähle einen Punkt {\displaystyle x} und seine Exponentialabbildung {\displaystyle \exp _{x}\colon T_{x}M\to M}. Die Bilder der 1-dimensionalen Unterräume in {\displaystyle T_{x}M} unter der Exponentialabbildung sind genau die Geodäten durch {\displaystyle x}. Aus der Vollständigkeit von {\displaystyle M} folgt mit dem Satz von Hopf-Rinow, dass jeder Punkt in {\displaystyle M} auf einer solchen Geodäten durch {\displaystyle x} liegt.
Wähle nun {\displaystyle n=\dim(M)} linear unabhängige Vektoren in {\displaystyle T_{x}M} und bezeichne mit {\displaystyle p_{1},\ldots ,p_{n}} ihre Bildpunkte unter {\displaystyle \exp _{x}}. Eine Isometrie bildet Geodäten in Geodäten ab und aus dem oben gesagten folgt, dass eine Isometrie durch die Bilder von {\displaystyle x,p_{1},\ldots ,p_{n}} bereits
eindeutig festgelegt ist.
Wir erhalten also eine Einbettung der Isometriegruppe {\displaystyle \operatorname {Isom} (M)} in das Produkt von {\displaystyle n+1} Kopien der Mannigfaltigkeit {\displaystyle M}. Man kann zeigen, dass das Bild dieser Einbettung eine differenzierbare Untermannigfaltigkeit und die Gruppenoperationen in dieser Mannigfaltigkeitsstruktur differenzierbar sind. Damit wird {\displaystyle \operatorname {Isom} (M)} eine Lie-Gruppe.

## Verallgemeinerung
Allgemeiner ist die Isometriegruppe eines {\displaystyle RCD^{*}(K,n)}-Raumes stets eine Lie-Gruppe. {\displaystyle RCD^{*}(K,n)}-Räume sind eine Klasse metrischer Maßräume, die alle Riemannschen Mannigfaltigkeiten der Dimension {\displaystyle \leq n} mit Ricci-Krümmung {\displaystyle Ric\geq K} enthält und unter Gromov-Hausdorff-Konvergenz metrischer Maßräume abgeschlossen ist.